# Kolberg ostroma (1807)
Kolberg ostroma 1807 márciusától július 2-ig zajlott a pomerániái Kolbergben (Porosz Királyság, ma Kołobrzeg, Lengyelország), a napóleoni háborúk idején.

## Az ostrom
Miután Poroszország 1806 végén elvesztette a jéna–auerstadti csatát, a francia csapatok északra vonultak Pomeránia felé. A megerődített Stettin harc nélkül megadta magát, és a francia erők által „okkupált tartománnyá” vált.
Csak a megerődített Kolberg állt ellen, a francia 1807 márciusától vették ostrom alá  a Ferdinand von Schill által védett várost. A védelemben Kolberg polgárai is tevékenyen részt vettek Joachim Nettelbeckkel az élen. Napóleon francia seregének oldalán a lengyelek légiók, illetve a porosz uralom ellen fellázadt lengyel felkelők álltak, azonkívül itáliai, holland és német csapatok harcoltak a poroszok ellen. Utóbbiak tekintetében Nassau, Württemberg és három szász hercegség (Sachsen-Gotha-Altenburg, Meiningen-Hildburghausen, Coburg-Saalfeld) katonái vették részt a harcokban.
A poroszokat az angol–svéd flotta támogatta, amely azonban közvetlenül nem tudott beavatkozni a harcokba, csak az ostromlókat zavarhatta.
Április végén az erődítmény élén Ludwig Moritz von Lucadou helyébe August Neidhardt von Gneisenau lépett. Újabb csapatok érkeztek a város védelmére Kolberg kikötőjén át a svédek és angolok segítségével, amelyet sikeresen védelmeztek. Az ostrom  a franciák számára nem vezetett eredményre, és csak akkor oldották fel az ostromzárat, amikor július 2-án a tilsiti béke híre eljutott ide. Ezt követően Kolberg Poroszország része maradhatott.
A németek által a második világháború idején készített Kolberg című propagandafilm ezen az eseményen alapul.

## Képek

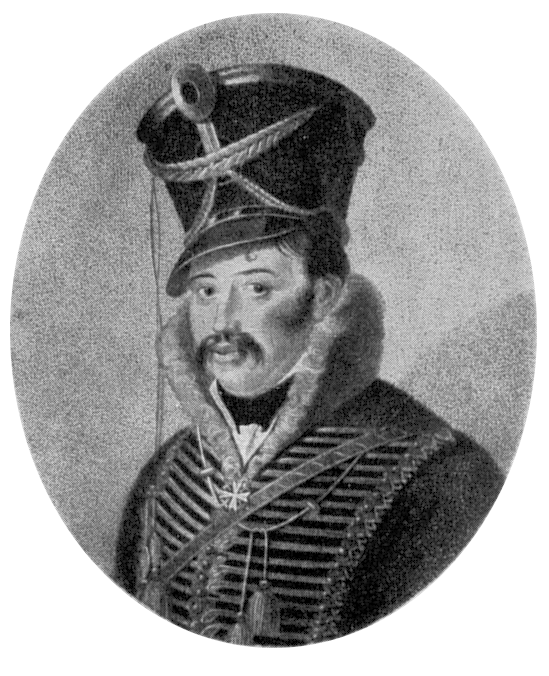
Ferdinand von Schill
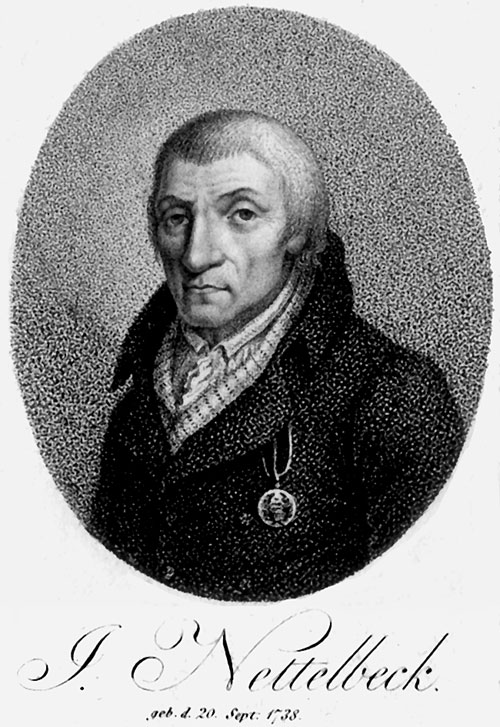
Joachim Nettelbeck
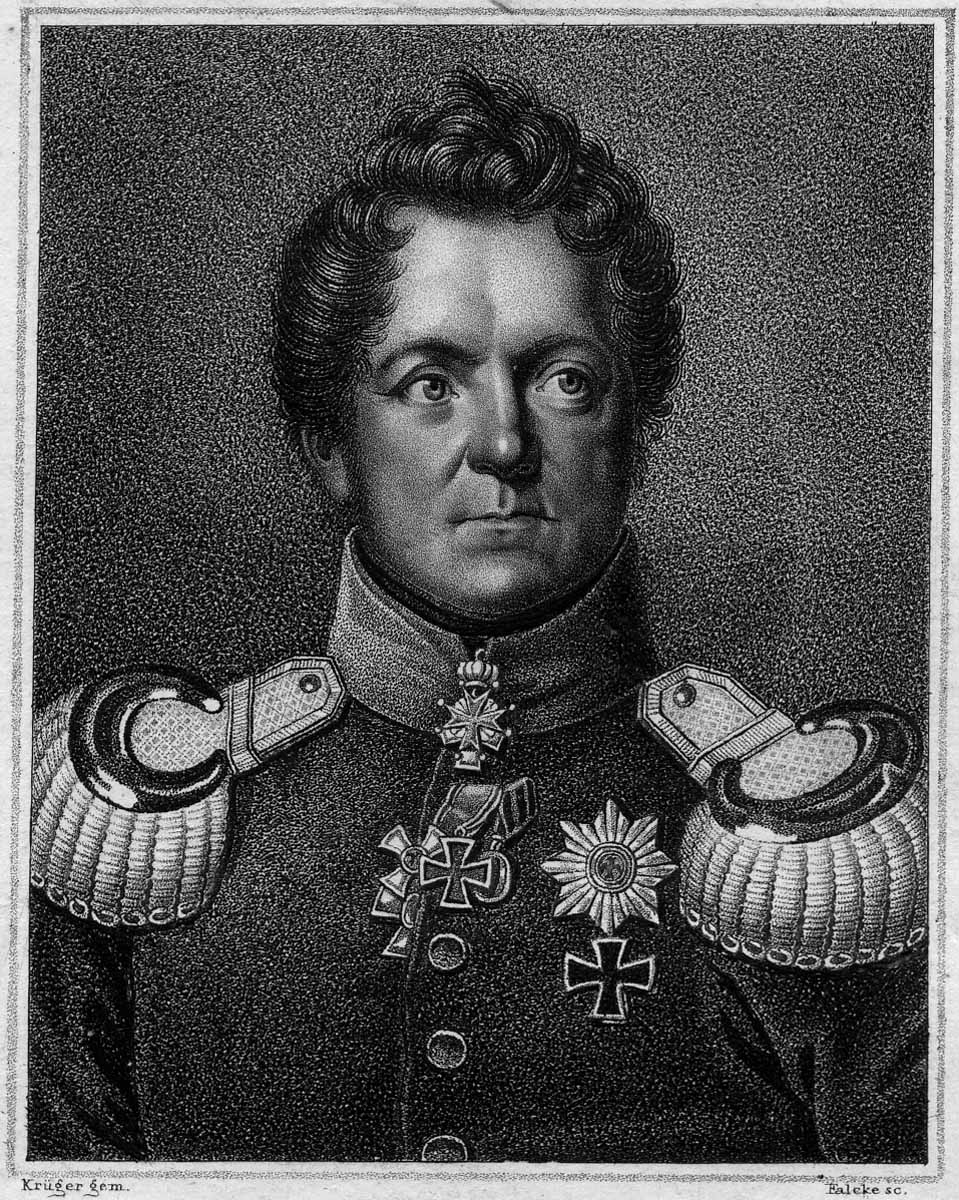
August von Gneisenau
A kolbergi körzet
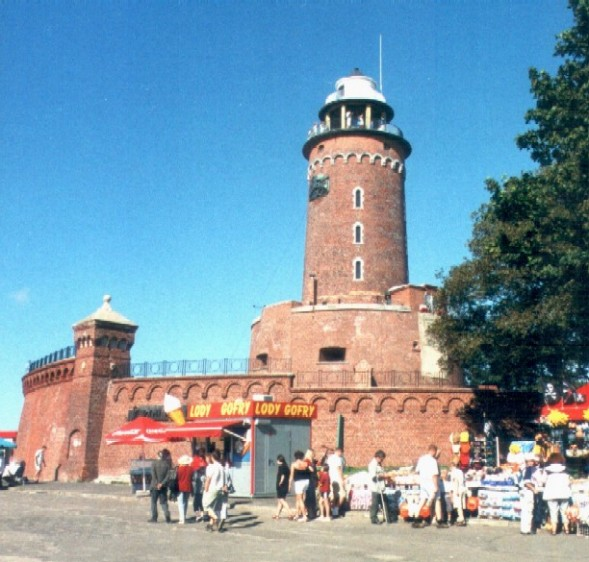
A kolbergi világítótorony
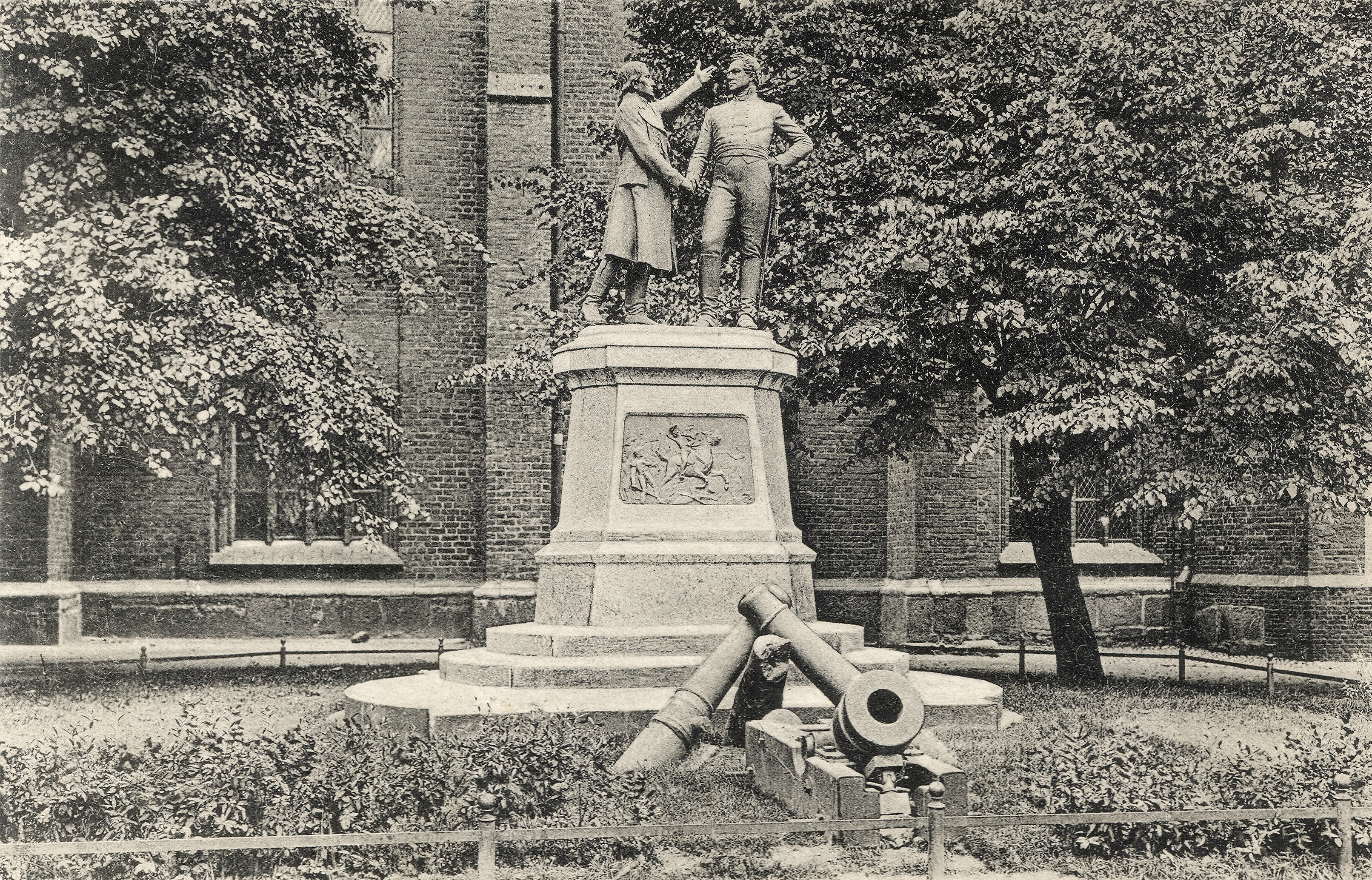
A csata emlékműve

## Fordítás
- Ez a szócikk részben vagy egészben  a   Siege of Kolberg (1807) című angol Wikipédia-szócikk fordításán alapul.  Az eredeti cikk szerkesztőit annak laptörténete sorolja fel. Ez a jelzés csupán a megfogalmazás eredetét és a szerzői jogokat jelzi, nem szolgál a cikkben szereplő információk forrásmegjelöléseként.